# Enériz
Enériz (cooficialmente en euskera: Eneritz) es un municipio español de la Comunidad Foral de Navarra, situado en la merindad de Pamplona, en la comarca de Puente la Reina, en el Valdizarbe y a 22 km de la capital de la comunidad, Pamplona. Su población en 2021 era de 296 habitantes (INE). 

## Toponimia
Originalmente debió ser propiedad de un señor llamado Ener-, y de ahí deriva el nombre latino de Enerici (hijos del señor Ener-).
En la documentación antigua aparece como Eneriç (1233, NEN), Eneriçço, Eneco (1226, NEN) y Eneriz (1084, NEN).

### Símbolos
El escudo de armas del lugar de Enériz tiene el siguiente blasón:

Trae de gules y una cepa cargada de racimos, todo en su color natural, terrazada de lo mismo, sumada en jefe de una media luna ranversada de plata y acompañada de dos leones de oro.

El alcalde de Enériz se dirigió a la Diputación Foral de Navarra en el año 1953 manifestando las variaciones que había sufrido el escudo y solicitando el verdadero. Se le contestó que no existían datos concretos anteriores a 1840 y que venía usando una cepa cargada de racimos. Terminaba el escrito de la siguiente forma: «Creemos que Enériz, para demostrar su nobleza y antigüedad y para diferenciarse de otras villas que también usan en sus sellos cepas, olivos y otras plantas, debería añadir a su escudo actual, y en su parte superior, algunos de los blasones que aparecen en el antiquísimo de la casa solariega de esta localidad, que bien pudiera ser la media luna de plata y dos leones rampantes, afrontados de oro, tal y como aparece en el dibujo adjunto». Enviando este informe al Ministerio de la Gobernación, fue aprobado en todas sus partes el 7 de octubre del mismo año, quedando como blasón de la villa.

## Geografía
Enériz está situado en la parte central de la Comunidad Foral de Navarra y del Valdizarbe, en la carretera que une Campanas con Puente la Reina, a una altitud de 425 m s. n. m.. Su término municipal tiene una superficie de 9,45 km² y limita al norte con los municipios de Muruzábal y Adiós, al este con el de Úcar, al sur con el de Añorbe y al oeste con el de Obanos.
Aunque se ubica en el fondo del valle, su término comprende parte del monte al sur, en la que destacan las elevaciones Montemocha, Chaparral, Castellano y Monte. Lo baña el río Robo y el arroyo Gabildoa. Las tierras de cultivo, arenosas y profundas, se destinan a cereal y viñedo.

## Historia
Los primeros restos hallados son un castro de la Edad del Hierro, en el montículo de La Nobla (hacia el siglo VI a. C.), a 1500 metros del pueblo. De época romana (siglo I-III d. C.) nos han llegado trozos de cerámica, monedas y restos de muros. En la Edad Media hubo una iglesia románica y los primeros peregrinos a Santiago.

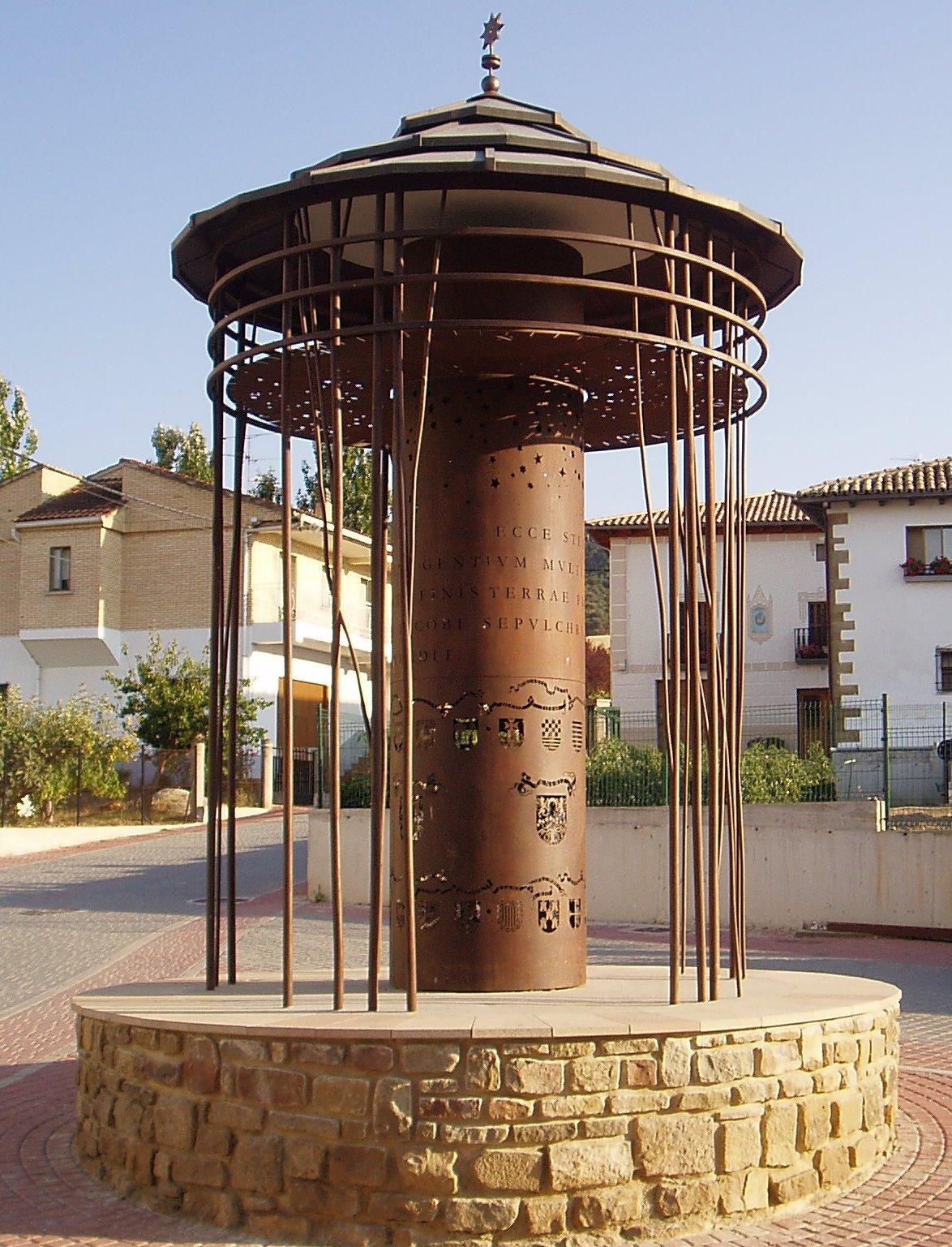
Monumento al Camino de Santiago, a su paso por Eneriz.

Destaca entre sus paisanos Sebastián de Eslava y Lazaga, nacido en Enériz el 19 de enero de 1685 y fallecido en Madrid el 21 de junio de 1759, que fue Virrey de Nueva Granada y en 1741 venció a los británicos en la defensa de Cartagena de Indias.

## Demografía
Enériz cuenta con una población de 327 habitantes (INE 2024).
| Gráfica de evolución demográfica de Enériz entre 1842 y 2021 |
| |
| Población de derecho según los censos de población del INE Población de hecho según los censos de población del INEEn estos censos se denominaba Enériz: 1842, 1857, 1860, 1877, 1887, 1897, 1900, 1910, 1920, 1930, 1940, 1950, 1960, 1970, 1981, 1991 y 2001 |

## Cultura
Inicialmente adscrito a la zona no vascófona por la Ley Foral 18/1986, en junio de 2017 el Parlamento navarro aprobó el paso de Enériz a la Zona mixta de Navarra mediante la Ley foral 9/2017.

### Fiestas y eventos
- Fiestas Patronales en septiembre del 3 al 6.
- Fiestas pequeñas el 3.º fin de semana de julio
- Día de Santo Domingo el 1 de mayo
- Día de San Isidro Labrador del 15 de mayo al 10 de junio
- Día de la Cofradía de la Vera Cruz el segundo fin de semana de septiembre
- Día de San Nicolás el 6 de diciembre.
- Día de la Juventud el 6 de enero.